# Magyarország kormányzója
Magyarország kormányzója a Magyar Királyság uralkodót helyettesítő államfője volt. A címet régensként ketten, Hunyadi János (1446–1453) és Szilágyi Mihály (1453) viselte, akik V. Lászlót és I. Mátyás gyámjai voltak a király ifjúkora alatt. Államfőként hárman viselték a címet. Elsőként Kossuth Lajos (1849), aki az Osztrák Császárságtól függetlennek kikiáltott Magyar Királyság államfője lett kormányzó-elnök titulusban, majd a Tanácsköztársaság bukása után József Ágost főherceg (1919) kiáltotta ki magát kormányzónak. Végül a legismertebb viselője Horthy Miklós volt, aki az 1920 és 1944 között fennálló király nélküli királyság uralkodót helyettesítő államfője lett, miután az Országgyűlés kimondta a Habsburg-ház trónfosztását, Horthynak pedig kibővített régensi jogkörökkel létrehozta formálisan is a kormányzói hivatalt.
A magyar alkotmány szerint két régens volt, az egyik az uralkodóház régense, a nádor, a másik a kormányzó. Mivel az első világháború után az antanthatalmak megtiltották a törvényes nádornak, hogy a betöltse posztját, így a nemzetgyűlés kormányzót választott az állam élére.
Horthy hivatalos megszólítása az ő főméltósága a Magyar Királyság kormányzója volt.

## A pozíció története

#### Hunyadi János
Albert korai halálakor, 1439-ben Hunyadi János azon a véleményen volt, hogy Magyarországot egy harcias király vezeti a legjobban, és támogatta III. Ulászló lengyel király jelöltségét. Cillei Ulrik, a Magyar Királyság akkori egyik legbefolyásosabb főnemese Albert özvegyének, Luxemburgi Erzsébetnek és kisfiának, Lászlónak jelöltségét támogatta. Az ezt követő rövid polgárháborúban kiemelkedő szerepet játszó III. Ulászló jelöltségét Hunyadi szembetűnő katonai képességei erősítették meg, és a nándorfehérvári erőd kapitányságával jutalmazta.
Az 1445. februári rendi gyűlésen Hunyadi Erdélyt és négy, a Tiszával határos megyét, a Partiumot, másnéven a Körösvidéket kapta uralma alá. A felosztásból eredő anarchia kezelhetetlenné válásával Hunyadit V. László nevében 1446. június 5-én Magyarország régensévé (Regni Gubernator) választották, és kormányzói jogkört kapott. Kormányzóként első fellépése III. Frigyes német király ellen indított eljárást, aki megtagadta V. László szabadon bocsátását. Stájerország, Karintia és Karniola feldúlása és Bécs fenyegetése után Hunyadit a máshol tapasztalt nehézségek arra kényszerítették, hogy két évre fegyverszünetet kössön Frigyessel. Hunyadi végül 1453-ban mondott le a kormányzóságról, mikor a magyar király, V. László nagykorúvá vált.

#### Szilágyi Mihály
1458. január 20-án az országgyűlés királlyá választotta Mátyást, Hunyadi János fiát. A középkori magyar királyságban ez volt az első alkalom, hogy dinasztikus származás és rokonság nélküli nemesi tag ült a királyi trónra. Az Országgyűlés Mátyás fiatal kora miatt Szilágyi Mihályt, az új király nagybátyját nevezte ki régensnek. 1458-ban végig éles volt a küzdelem a fiatal király és a főurak között, amelyet Mátyás nagybátyja és gyámja, Szilágyi is csak erősített. Ám Mátyás, aki Szilágyi elbocsátásával kezdte uralkodását, majd az országgyűlés beleegyezése nélkül adót vetett ki, hogy zsoldosokat fogadjon fel. Szilágyi végül kevesebb, mint egy évig volt a Magyar Királyság kormányzója

#### Kossuth Lajos
Az 1848-as magyar forradalom idején az új császár, Ferenc József visszavonta a márciusban adott összes engedményt (12 pont), és törvényen kívül helyezte Kossuthot és az áprilisi törvények alapján jogszerűen felállított magyar kormányt. 1849 áprilisában a tavaszi hadjárat során, mikor a honvédség sok sikert aratott, a hadsereg harctéri győzelmei után Kossuth Lajos kiadta a Magyar Függetlenségi Nyilatkozatot, amelyben kijelentette, hogy „az Isten és az ember szeme láttára megkárosított Habsburg-Lotaringiai-ház elvesztette a magyar trónt." Emellett kijelenti, hogy megalakul a Független Magyar Állam. A trónfosztás gyakorlatilag lehetetlenné is tett minden kompromisszumot a Habsburgokkal. Kossuth Lajos kormányzó-elnökként lett államfő, mely hatalmat augusztus 11-ig gyakorolt, mikor is az Oszmán Birodalomba emigrált és átadta a hatalmat Görgei Artúrnak, a Magyar Honvédség főparancsnokának.

### Az első világháború után
Osztrák–Magyar Monarchia I. világháború utáni felbomlása során 1918-ban, majd 1919-ben rövid időre kikiáltották a Magyar Népköztársaságot, majd a Tanácsköztársaságot. Kun Béla rövid életű kommunista kormánya elindította az úgynevezett „vörösterrort”, miközben Magyarországot egyszerre támadta meg Románia és Csehszlovákia. 1920-ban az ország a polgári konfliktusok időszakába esett, amikor a magyar antikommunisták és monarchisták erőszakosan "megtisztították" a nemzetet a kommunistáktól, baloldali értelmiségiektől és másoktól, akiket fenyegetőnek éreztek. Ezt az időszakot „fehérterrornak” nevezték. 1920-ban, az utolsó román megszálló csapatok kivonulása után helyreállt a Magyar Királyság.
1920. március 1-jén a Magyar Országgyűlés újjáalapította a Magyar Királyságot, de úgy döntött, hogy nem hívja vissza az Osztrák-Magyar Birodalom uralkodócsaládját, a Habsburgokat, mivel egy Habsburg visszatérése a magyar trónra elfogadhatatlan volt az antant hatalmai számára (Habsburg József 1919-ben néhány hetes kormányzói tisztség betöltése után leváltották). Ehelyett a Nemzeti Hadsereg tisztjei ellenőrizték a parlament épületét, a közgyűlés megszavazta a császári-királyi flotta (Osztrák-Magyar Haditengerészet) korábbi főparancsnokának, valamint a jelenlegi hadügyminiszternek és a Nemzeti Hadsereg parancsnokát, Horthy Miklós altengernagyot választotta az állam élére, mint kormányzó. 131-7 szavazattal legyőzte Apponyi Albert grófot, és Magyarország új kormányzója lett.
Prohászka Ottokár püspök ezután egy küldöttséggel ment Horthyhoz, majd bejelentette: „Magyarország Országgyűlése Önt választotta kormányzónak! Lenne szíves elfogadni Magyarország kormányzói tisztét?” Megdöbbenésükre Horthy visszautasította, hacsak nem bővítik ki hatáskörét. Az országgyűlés végül megadta neki "a király általános előjogait, kivéve a nemesi címek és az egyház pártfogásának jogát". Ezek az előjogok magukban foglalták a miniszterelnökök kinevezését és elbocsátását, a parlament összehívását és feloszlatását, valamint a fegyveres erők irányítását. Ezzel a jogkörrel Horthy letette a hivatali esküt.
(IV. Károly király kétszer is megpróbálta visszaszerezni trónját; további részletekért lásd IV. Károly visszatérési kísérletei)

### Funkciók
A Magyar Állam 1920 és 1946 között jogilag királyság volt, de királya nem volt, mivel az antanthatalmak nem tűrték volna el a Habsburgok visszatérését. Az ország az Ausztria-Magyarország felbomlása után is megtartotta parlamentáris rendszerét, a kormányfőnek a miniszterelnököt nevezték ki. Horthy államfőként alkotmányos jogai és minisztereinek hűsége révén jelentős befolyással rendelkezett a róla elnevezett Horthy-korszakban. Bár a törvényalkotásban való részvétele csekély volt, ennek ellenére képes volt biztosítani, hogy a magyar parlament által elfogadott törvények megfeleljenek politikai preferenciáinak.

### A tisztség vége
A második világháborúban Magyarországnak nem sok választása volt: a náci Németországhoz csatlakozott. Ahogy a háború a németek ellen fordult, a magyar kormány, kifejezetten Horthy kormányzó elkezdett elhatárolódni a háborús erőfeszítésektől, és a békét, de legalább az átállást szorgalmazták. A németek már attól tartottak, hogy elhagyják a tengelyhatalmakat, és átpártolnak a szövetségesek oldalára. 1944 márciusában a németek a Margarethe hadművelet alatt elfoglalták Magyarországot, hogy biztosítsák a Magyar Királyság háborúban maradását. Horthy kormányzó maradhatott a posztján, de kénytelen volt leváltani miniszterelnökét, és kinevezni egy németekkel szimpatizálót, nevezetesen Sztójay Dömét.
Miután 1944 augusztusában a Román Királyság átállt a szövetségesek oldalára és fegyverszünetet fogadott el a Szovjetunióval, Horthy kormányzó úgy döntött, hogy titokban tárgyalásokba kezd a szovjetekkel. 1944. október 15-én Horthy országos rádióadásban bejelentette, hogy Magyarország fegyverszünetet köt a szovjetekkel. A németek a Panzerfaust hadművelettel válaszoltak. Ez magában foglalta Horthy letartóztatását és fia, Miklós elrablását. Horthy kénytelen volt aláírni egy nyilatkozatot, amelyben lemond, és Szálasi Ferencnek adja át a kormány irányítását, mint Magyar királyi miniszterelnököt. Szálasi a nácibarát Nyilaskeresztes Párt vezetője volt. Horthy később így magyarázta kapitulációját: „Sem nem mondtam le, se nem neveztem ki Szálasi miniszterelnököt, csupán aláírásomat cseréltem a fiam életére. Egy ember géppuskával kicsavart aláírásnak kevés a törvényessége." 
Szálasi 1944. október 15-től 1945. március 28-ig vezette a Nemzeti Összetartozás Kormányát. A magyar parlament jóváhagyta a Kormányzótanács megalakítását. Szálasi 1944. november 4-én „ Nemzetvezetői ” esküt tett, így a miniszterelnöki tisztség mellett államfő is lett. A kormányzói tisztség megszűnt, amikor 1946. február 1-jén a Magyar Királyságot felváltotta a Második Magyar Köztársaság.

## Kormányzók, régensek
Kormányzók, akik Magyarország államfői voltak, valamint a régensek, akik az uralkodót helyettesítve irányították az országot.
| # | Portré | Kormányzóhelyettes                                                                   | Hivatal kezdete    | Hivatal vége                       | Tisztség                  | Címer |
| - | ------ | ------------------------------------------------------------------------------------ | ------------------ | ---------------------------------- | ------------------------- | ----- |
| 1 |        | őnagysága herceg Hunyadi János (1407–1456)                                           | 1446. június 6.    | 1453. január 30. (6 év, 238 nap)   | kormányzó (régens)        |       |
| 2 |        | őnagysága gróf horogszegi Szilágyi Mihály (1400–1460)                                | 1458. január 20.   | 1458. augusztus (212 nap)          | kormányzó (régens)        |       |
| 3 |        | őnagysága udvardi és kossuthfalvi Kossuth Lajos (1802–1894)                          | 1849. április 14.  | 1849.augusztus 11. (119 nap)       | kormányzó-elnök (államfő) |       |
| 4 |        | ő császári és királyi fensége Habsburg–Lotaringiai József Ágost főherceg (1872–1962) | 1919. augusztus 7. | 1919. augusztus 23. (16 nap)       | kormányzó (államfő)       |       |
| 5 |        | őfőméltósága vitéz nagybányai Horthy Miklós (1868–1957)                              | 1920. március 1.   | 1944. október 16. (24 év, 229 nap) | kormányzó (államfő)       |       |

### Helyettesek
| # | Portré | Kormányzóhelyettes                         | Hivatal kezdete   | Hivatal vége        | Kormányzó     |
| - | ------ | ------------------------------------------ | ----------------- | ------------------- | ------------- |
| 1 |        | vitéz nagybányai Horthy István (1904–1942) | 1942. február 19. | 1942. augusztus 20. | Horthy Miklós |

## Királyi és császári kormányzók
| # | Portré | Helytartó                                | Hivatali idő | Típus              | Egyéb tisztségek                                           | Uralkodó |
| - | ------ | ---------------------------------------- | ------------ | ------------------ | ---------------------------------------------------------- | -------- |
| 1 |        | Gritti Alajos (1480–1534)                | 1530 – 1534  | királyi kormányzó  | - I. Szulejmán minisztere - Magyar királyi főtanácsos      | I. János |
| 2 |        | báró ampringeni János Gáspár (1619–1684) | 1673 – 1679  | császári kormányzó | - A Német Lovagrend 48. nagymestere - Szilézia kormányzója | I. Lipót |

## Királyi és császári helytartók
| #  | Portré | Helytartó                                                                            | Hivatali idő                                    | Típus                   | Egyéb tisztségek | Uralkodó      |
| -- | ------ | ------------------------------------------------------------------------------------ | ----------------------------------------------- | ----------------------- | --- | ------------- |
| 1  |        | betlenfalvi Thurzó Elek (1490–1543)                                                  | 1532 – 1542                                     | helytartó               | - országbíró (1527–1543) - tárnokmester (1523–1527) | I. Ferdinánd  |
| 2  |        | Várdai Pál érsek (1483–1549)                                                         | 1542 – 1549                                     | helytartó               | - esztergomi érsek (1526–1549) - egri püspök (1524–1526) | I. Ferdinánd  |
| 3  |        | Újlaki Ferenc püspök (1485–1555)                                                     | 1550 – 1554                                     | helytartó               | - győri püspök (1550–1554) - egri püspök (1554–1555) | I. Ferdinánd  |
| 4  |        | báró nádasdi és fogarasföldi Nádasdy Tamás nádor (1498–1562)                         | 1554 – 1562                                     | királyi helytartó nádor | - a Magyar Királyság nádora (1554–1562) - horvát bán (1537–1542) - országbíró (1540/1542–1554) - tárnokmester (1536–1543)                                      | I. Ferdinánd  |
| 5  |        | őexcellenciája Oláh Miklós prímás (1493–1568)                                        | 1562 – 1568                                     | királyi helytartó       | - esztergomi érsek (1553–1568) - a Magyar Királyság prímása (1553–1568) - zágrábi püspök (1543–1547)                                                           | Miksa         |
| 6  |        | báró kászoni és impérfalvai Bornemisza Pál (1730–1770)                               | 1568 – 1572                                     | királyi helytartó       | - Fehér vármegye főispánja (1761) | Miksa         |
| 7  |        | őeminenciája Verancsics Antal prímás (1504–1573)                                     | 1572 – 1573                                     | királyi helytartó       | - esztergomi érsek (1569–1573) - a Magyar Királyság prímása (1569–1573) - pécsi püspök (1553–1557)                                                             | Miksa         |
| 8  |        | őexcellenciája Radéczy István püspök (?–1586)                                        | 1573 – 1586                                     | királyi helytartó       | - nagyváradi püspök (1567–1572) - egri püspök (1572–1586) | Miksa         |
| 9  |        | őeminenciája trakostyáni Draskovich György bíboros (1525–1587)                       | 1586 – 1587                                     | királyi helytartó       | - bíboros (1582-1587) - kalocsai érsek (1582-1587) - horvát bán (1567–1578) - pécsi püspök (1560-1563) - zágrábi püspök (1564-1578) - győri püspök (1578-1582) | Rudolf        |
| 10 |        | Fejérkövy István (1522–1596)                                                         | 1587 – 1596                                     | királyi helytartó       | - címzetes esztergomi érsek - Veszprém és Nyitra címzetes püspöke                                                                                              | Rudolf        |
| 11 |        | őeminenciája Kutassy János érsek (1545–1601)                                         | 1597 – 1601                                     | királyi helytartó       | - esztergomi érsek (1597–1601) - kalocsai érsek (1596–1601) - győri megyés püspök (1592–1596)                                                                  | Rudolf        |
| 12 |        | őexcellenciája hetesi Pethe Márton érsek (1552–1605)                                 | 1602 – 1605                                     | királyi helytartó       | - kalocsai érsek (1599–1605) - győri püspök (1598–1605) - nagyváradi püspök (1587–1598)                                                                        | Rudolf        |
|    |        |                                                                                      |                                                 |                         | | Rudolf        |
| 13 |        | őeminenciája ghymesi és gácsi gróf Forgách Ferenc bíboros (1560–1616)                | 1607 – 1608                                     | királyi helytartó       | - esztergomi érsek (1607–1615) - veszprémi püspök (1587–1596) - nyitrai püspök (1596–1607)                                                                     | Rudolf        |
|    |        |                                                                                      |                                                 |                         | |               |
| 14 |        | nádasdi és fogarasföldi gróf Nádasdy III. Ferenc (1623–1671)                         | 1667 – 1670                                     | királyi helytartó       | - országbíró (1655–1670) - királyi tanácsos - Zala- és Somogy vármegye örökös főispánja                                                                        | I. Lipót      |
| 15 |        | őexcellenciája Szelepcsényi György érsek (1604–1685)                                 | 1670 – 1681                                     | királyi helytartó       | - esztergomi érsek (1666–1685) - kalocsai érsek (1657–1666) - nyitrai püspök (1648–1666)                                                                       | I. Lipót      |
|    |        |                                                                                      |                                                 |                         | |               |
| 16 |        | őfelsége Lotaringiai Ferenc István nagyherceg (1708–1765)                            | 1732 – 1741                                     | királyi helytartó       | - német-római császár (1745–1765) - Magyarország jure uxoris királya (1740–1780) - német király (1745–1764) - toszkána nagyherceg (1737–1765)                  | Mária Terézia |
|    |        |                                                                                      |                                                 |                         | |               |
| 17 |        | őfelsége Wettin Albert Kázmér herceg (1738–1822)                                     | 1765 – 1781                                     | császári helytartó      | - az Osztrák Németalföld kormányzója (1780–1792) - tescheni herceg                                                                                             | II. József    |
|    |        |                                                                                      |                                                 |                         | |               |
| 18 |        | ő császári és királyi fensége Habsburg–Lotaringiai Sándor Lipót főherceg (1772–1795) | 1790                                            | császári helytartó      | - a Magyar Királyság nádora (1790–1795) - Toszkána hercege | II. Lipót     |
|    |        |                                                                                      |                                                 |                         | |               |
| 19 |        | ő császári és királyi fensége Habsburg–Lotaringiai József Ágost főherceg (1872–1962) | 1918. október 26. — 1918. november 16. (22 nap) | homo regius             | - A Kövess-hadseregcsoport parancsnoka - A Dél-Tiroli Hadseregcsoport parancsnoka - A Magyar Tudományos Akadémia elnöke - A Honvéd Vezérkar tagja              | IV. Károly    |

## Fordítás
Ez a szócikk részben vagy egészben  a   Regent of Hungary című angol Wikipédia-szócikk fordításán alapul.  Az eredeti cikk szerkesztőit annak laptörténete sorolja fel. Ez a jelzés csupán a megfogalmazás eredetét és a szerzői jogokat jelzi, nem szolgál a cikkben szereplő információk forrásmegjelöléseként.